# Chempark

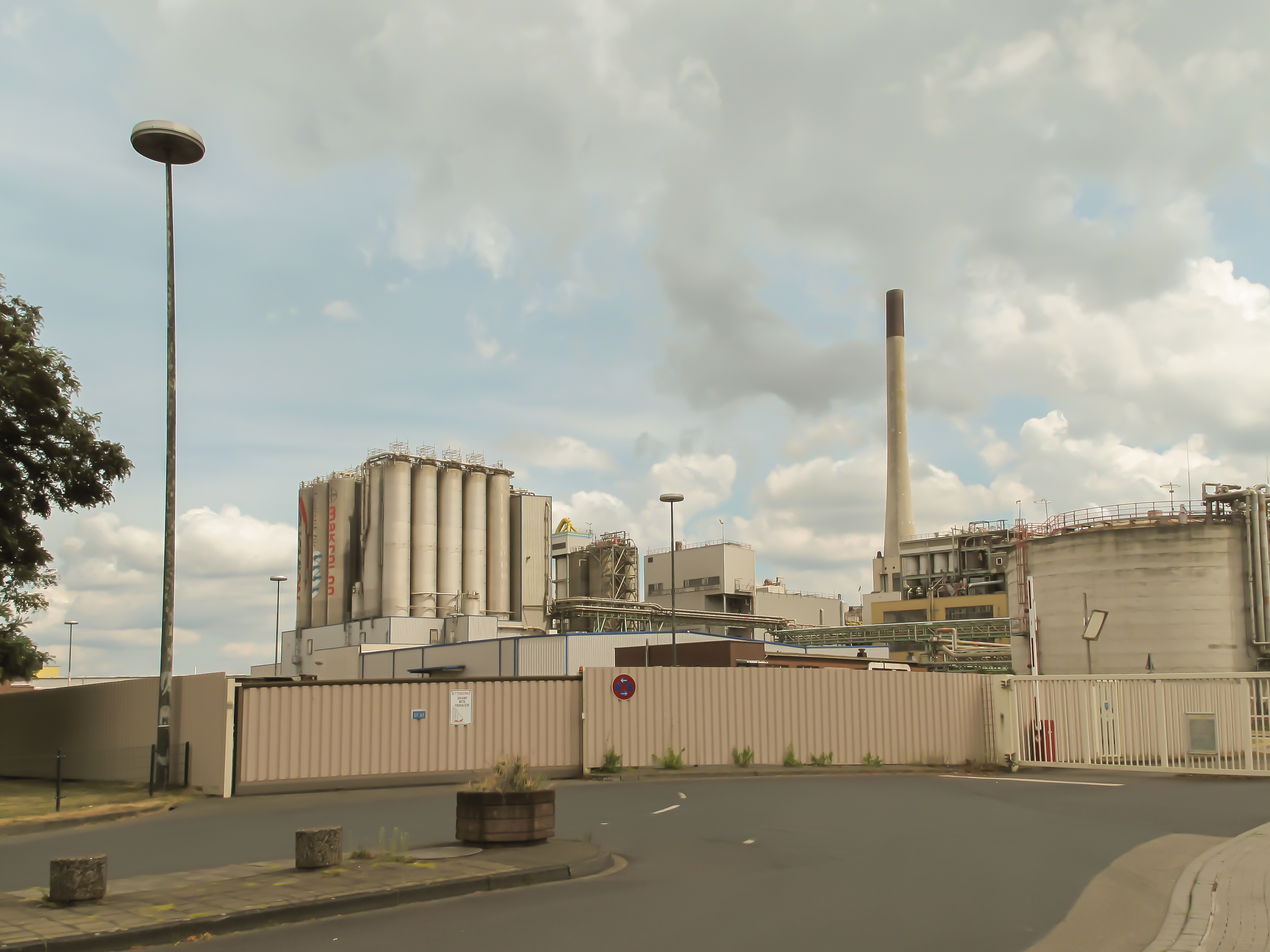
Chempark in Uerdingen

Der Chempark (eigene Schreibweise: CHEMPARK, früher bekannt als Bayerwerk) ist mit seinen Standorten in Leverkusen, Dormagen und Krefeld-Uerdingen ein Verbund von Chemieparks in Deutschland. Die Betreibergesellschaft des Chemparks ist Currenta, die bis Ende 2007 als Bayer Industry Services firmierte.
Rund 48.000 Mitarbeiter waren hier Ende 2016, bei den rund 70 angesiedelten Unternehmen und zahlreichen Dienstleistern auf einer Fläche von ca. 11 Quadratkilometern, beschäftigt. Rund ein Drittel der gesamten Chemieproduktion in Nordrhein-Westfalen findet hier statt. 
Die drei Standorte sind ehemalige Werke der Bayer AG, die im Zuge eines Strategiewechsels seit 2001 zu Chemieparks weiterentwickelt wurden. Seit Januar 2008 wird für alle drei Werke die gemeinsame Marke Chempark verwendet.
Am 27. Juli 2021 kam es bei der Explosion im Chempark Leverkusen im Currenta-Entsorgungszentrum nördlich des Chempark Leverkusen zu mindestens sechs Todesopfern, 31 teils lebensgefährlich Verletzten sowie einem Vermissten.